# La reina de España
La reina de España és una pel·lícula espanyola dirigida per Fernando Trueba, estrenada el 25 de novembre de 2016. Aquesta cinta és una seqüela de la pel·lícula de 1998 La niña de tus ojos, també dirigida per Trueba.

## Argument
En els anys cinquanta, aproximadament vint anys després dels fets narrats a La niña de tus ojos, l'actriu Macarena Granada, convertida en una estrella de Hollywood, torna a Espanya per a rodar una superproducció sobre la reina Isabel la Catòlica. Aquí es trobarà amb els seus antics companys.

## Repartiment
- Penélope Cruz: Macarena Granada
- Antonio Resines: Blas Fontiveros
- Neus Asensi: Lucía Gandía
- Ana Belén: Ana
- Javier Cámara: Pepe Bonilla
- Chino Darín: Leonardo "Leo" Sánchez
- Loles León: Trinidad "Trini" Morenos
- Arturo Ripstein: Sam Spiegelman
- Jorge Sanz: Julián Torralba
- Rosa Maria Sardà: Rosa Rosales
- Santiago Segura: Castillo
- Cary Elwes: Gary Jones
- Clive Revill: John Scott
- Mandy Patinkin: Jordan Berman
- Carlos Areces: Francisco Franco
- Aida Folch: Novia
- Jesús Bonilla: Marco Bonilla
- Ramón Barea: Ramón
- Anabel Alonso: Teleoperadora

## Premis
XXXI Premis Goya
| Categoria                    | Nominats             | Resultat |
| ---------------------------- | -------------------- | -------- |
| Millor actriu protagonista   | Penélope Cruz        | Nominada |
| Millor direcció de producció | Pilar Robla          | Nominada |
| Millor disseny de vestuari   | Lala Huete           | Nominada |
| Millor fotografia            | José Luis Alcaine    | Nominat  |
| Millor direcció artística    | Juan Pedro de Gaspar | Nominat  |

Premis Platino
| Any  | Categoria             | Nominats             | Resultat |
| ---- | --------------------- | -------------------- | -------- |
| 2017 | Millor Direcció d'Art | Juan Pedro de Gaspar | Nominat  |

## Polèmica
Les polèmiques paraules del seu director, Fernando Trueba, durant el seu discurs d'acceptació del Premi Nacional de Cinematografia (Sant Sebastià, 2015), qui va dir no haver-se sentit en la seva vida «ni cinc minuts espanyol», van motivar una crida al boicot de la pel·lícula en les xarxes socials. La pel·lícula va fracassar en la taquilla.
La reina de España va formar part del programa oficial del 67è Festival Internacional de Cinema de Berlín, en la secció Berlinale Special Gala, en la qual es presenten obres actuals de cineastes contemporanis.